# U/17-EM i håndbold 2011 (piger)
U/17-EM i håndbold 2011 for piger var det fjerde U/17-EM i håndbold for piger, og mesterskabet blev arrangeret af European Handball Federation. Slutrunden med deltagelse af 16 hold blev afviklet byerne Brno og Zlín i Tjekkiet i perioden 23. juni – 3. juli 2011.
Mesterskabet blev vundet af Rusland, som dermed sikrede sig U/17-EM-titlen for piger for første gang. I finalen besejre russerne det danske U/17-landshold med 24-23, og dermed fik Rusland revanche for nederlaget i finalen to år tidligere. Bronzemedaljerne gik til Norge, som i bronzekampen vandt 28-16 over Ungarn.

## Slutrunde

### Værtsland og arenaer
| Zlín BrnoSpillesteder ved U/17-EM 2011 | Tjekkiet var vært for U/17-EM i håndbold for piger for første gang. Kampene blev afviklet i to arenaer: - Sportovní Hala Euronics i Zlín med plads til 5.000 tilskuere. - Nová Hala Vodova i Brno med plads til 2.000 tilskuere. |

### Hold
Værtslandet Tjekkiet var direkte kvalificeret til slutrunden, mens de øvrige 15 hold blev fundet ved en kvalifikationsturnering, der blev spillet i perioden 25. – 27. marts 2011.
| Hold      | Slutrunde nr. | Hidtil bedste placering | Kvalificeret som...     |
| --------- | ------------- | ----------------------- | ----------------------- |
| Tjekkiet  |               |                         | Værtsland               |
| Danmark   |               |                         | Vinder af kval.gruppe 1 |
| Spanien   |               |                         | Vinder af kval.gruppe 2 |
| Sverige   |               |                         | Vinder af kval.gruppe 3 |
| Norge     |               |                         | Vinder af kval.gruppe 4 |
| Ungarn    |               |                         | Vinder af kval.gruppe 5 |
| Rumænien  |               |                         | Vinder af kval.gruppe 6 |
| Rusland   |               |                         | Vinder af kval.gruppe 7 |
| Frankrig  |               |                         | Vinder af kval.gruppe 8 |
| Østrig    |               |                         | Toer i kval.gruppe 1    |
| Kroatien  |               |                         | Toer i kval.gruppe 2    |
| Slovakiet |               |                         | Toer i kval.gruppe 3    |
| Tyskland  |               |                         | Toer i kval.gruppe 4    |
| Polen     |               |                         | Toer i kval.gruppe 5    |
| Holland   |               |                         | Toer i kval.gruppe 6    |
| Portugal  |               |                         | Toer i kval.gruppe 7    |

Lodtrækningen til gruppeinddelingen af de kvalificerede hold fandt sted den 8. april 2011 i Wien og resulterede i følgende indledende grupper:
| Gruppe A |
| -------- |
| Rusland  |
| Sverige  |
| Tyskland |
| Østrig   |

| Gruppe B |
| -------- |
| Danmark  |
| Rumænien |
| Tjekkiet |
| Portugal |

| Gruppe C |
| -------- |
| Norge    |
| Spanien  |
| Holland  |
| Polen    |

| Gruppe D  |
| --------- |
| Frankrig  |
| Ungarn    |
| Kroatien  |
| Slovakiet |

### Indledende runde
De 16 hold var inddelt i fire grupper med fire hold i hver. Holdene i hver gruppe spillede alle-mod-alle, og de to bedst placerede hold i hver gruppe gik videre til hovedrunden om placeringerne 1-8, mens nr. 3 og 4 i hver grupper spillede videre i mellemrunden om 9. – 16.-pladsen.
Kampene i gruppe A og B blev spillet i Zlín, mens kampene i gruppe C og D spilledes i Brno.

#### Gruppe A
| Dato  | Tid   | Kamp               | Res.  |
| ----- | ----- | ------------------ | ----- |
| 23.6. | 12:30 | Rusland - Tyskland | 33–23 |
| 23.6. | 14:30 | Sverige - Østrig   | 24–20 |
| 24.6. | 13:00 | Østrig - Rusland   | 21–32 |
| 24.6. | 15:00 | Tyskland - Sverige | 18–27 |
| 26.6. | 13:00 | Rusland - Sverige  | 26–11 |
| 26.6. | 15:00 | Tyskland - Østrig  | 28–21 |

| Hold     | Kampe | Mål   | Point |
| -------- | ----- | ----- | ----- |
| Rusland  | 3     | 91-55 | 6     |
| Sverige  | 3     | 62-64 | 4     |
| Tyskland | 3     | 69-81 | 2     |
| Østrig   | 3     | 62-84 | 0     |

#### Gruppe B
| Dato  | Tid   | Kamp                | Res.  |
| ----- | ----- | ------------------- | ----- |
| 23.6. | 16.30 | Rumænien - Portugal | 30–29 |
| 23.6. | 19:15 | Danmark - Tjekkiet  | 33–26 |
| 24.6. | 17:00 | Portugal - Danmark  | 18–32 |
| 24.6. | 19:00 | Tjekkiet - Rumænien | 28–34 |
| 26.6. | 17:00 | Danmark - Rumænien  | 31–25 |
| 26.6. | 19:00 | Tjekkiet - Portugal | 27–26 |

| Hold     | Kampe | Mål   | Point |
| -------- | ----- | ----- | ----- |
| Danmark  | 3     | 96-69 | 6     |
| Rumænien | 3     | 89-88 | 4     |
| Tjekkiet | 3     | 81-93 | 2     |
| Portugal | 3     | 73-89 | 0     |

#### Gruppe C
| Dato  | Tid   | Kamp              | Res.  |
| ----- | ----- | ----------------- | ----- |
| 23.6. | 12:30 | Norge - Holland   | 39–33 |
| 23.6. | 14:30 | Spanien - Polen   | 25–23 |
| 24.6. | 13:00 | Polen - Norge     | 16–26 |
| 24.6. | 15:00 | Holland - Spanien | 35–31 |
| 26.6. | 13:00 | Norge - Spanien   | 34–26 |
| 26.6. | 15:00 | Holland - Polen   | 28–24 |

| Hold    | Kampe | Mål   | Point |
| ------- | ----- | ----- | ----- |
| Norge   | 3     | 99-75 | 6     |
| Holland | 3     | 96-94 | 4     |
| Spanien | 3     | 82-92 | 2     |
| Polen   | 3     | 63-79 | 0     |

#### Gruppe D
| Dato  | Tid   | Kamp                 | Res.  |
| ----- | ----- | -------------------- | ----- |
| 23.6. | 16.30 | Frankrig - Kroatien  | 27–21 |
| 23.6. | 19:15 | Ungarn - Slovakiet   | 33–20 |
| 24.6. | 17:00 | Slovakiet - Frankrig | 15–31 |
| 24.6. | 19:00 | Kroatien - Ungarn    | 26–38 |
| 26.6. | 17:00 | Frankrig - Ungarn    | 23–28 |
| 26.6. | 19:00 | Kroatien - Slovakiet | 30–16 |

| Hold      | Kampe | Mål   | Point |
| --------- | ----- | ----- | ----- |
| Ungarn    | 3     | 99-69 | 6     |
| Frankrig  | 3     | 81-64 | 4     |
| Kroatien  | 3     | 77-81 | 2     |
| Slovakiet | 3     | 51-94 | 0     |

### Mellemrunde
Holdene, der sluttede som nr. 3 eller 4 i grupperne i den indledende runde spillede i mellemrunden om placeringerne 9-16. De otte hold blev inddelt i to nye grupper med fire hold i hver. Resultater af indbyrdes opgør mellem hold fra samme indledende gruppe blev taget med til mellemrunden. Gruppe I1 blev spillet i Zlín, mens gruppe I2 blev spillet i Brno.
De to gruppevindere og de to toere gik videre til placeringskampene om 9. – 12.-pladserne, mens treerne og firerne måtte tage til takke med at spille om 13. – 16.-pladserne.

#### Gruppe I1
| Dato  | Tid   | Kamp                | Res.  |
| ----- | ----- | ------------------- | ----- |
| 28.6. | 13:00 | Østrig - Portugal   | 22–25 |
| 28.6. | 15:00 | Tyskland - Tjekkiet | 24–24 |
| 29.6. | 13:00 | Portugal - Tyskland | 33–37 |
| 29.6. | 15:00 | Østrig - Tjekkiet   | 27–31 |

| Hold     | Kampe | Mål   | Point |
| -------- | ----- | ----- | ----- |
| Tyskland | 3     | 89-78 | 5     |
| Tjekkiet | 3     | 82-77 | 5     |
| Portugal | 3     | 84-86 | 2     |
| Østrig   | 3     | 70-84 | 0     |

#### Gruppe I2
| Dato  | Tid   | Kamp                | Res.  |
| ----- | ----- | ------------------- | ----- |
| 28.6. | 13:00 | Polen - Slovakiet   | 24–21 |
| 28.6. | 15:00 | Spanien - Kroatien  | 16–31 |
| 29.6. | 13:00 | Slovakiet - Spanien | 25–26 |
| 29.6. | 15:00 | Polen - Kroatien    | 27–28 |

| Hold      | Kampe | Mål   | Point |
| --------- | ----- | ----- | ----- |
| Kroatien  | 3     | 89-59 | 6     |
| Spanien   | 3     | 67-79 | 4     |
| Polen     | 3     | 74-74 | 2     |
| Slovakiet | 3     | 62-80 | 0     |

### Hovedrunde
Holdene, der sluttede som nr. 1 eller 2 i grupperne i den indledende runde spillede i hovedrunden. De otte hold blev inddelt i to nye grupper med fire hold i hver. Resultater af indbyrdes opgør mellem hold fra samme indledende gruppe blev taget med til hovedrunden. Gruppe M1 blev spillet i Zlín, mens gruppe M2 blev spillet i Brno.
De to gruppevindere og de to toere gik videre til semifinalerne, mens treerne og firerne måtte tage til takke med at spille om 5.- til 8.-pladserne.

#### Gruppe M1
| Dato  | Tid   | Kamp               | Res.  |
| ----- | ----- | ------------------ | ----- |
| 28.6. | 17:00 | Sverige - Rumænien | 24–24 |
| 28.6. | 19:00 | Rusland - Danmark  | 31–26 |
| 29.6. | 17:00 | Rumænien - Rusland | 26–32 |
| 29.6. | 19:00 | Sverige - Danmark  | 24–31 |

| Hold     | Kampe | Mål   | Point |
| -------- | ----- | ----- | ----- |
| Rusland  | 3     | 89-63 | 6     |
| Danmark  | 3     | 88-80 | 4     |
| Rumænien | 3     | 75-87 | 1     |
| Sverige  | 3     | 59-81 | 1     |

#### Gruppe M2
| Dato  | Tid   | Kamp               | Res.  |
| ----- | ----- | ------------------ | ----- |
| 28.6. | 17:00 | Holland - Frankrig | 29–21 |
| 28.6. | 19:00 | Norge - Ungarn     | 28–27 |
| 29.6. | 17:00 | Frankrig - Norge   | 21–22 |
| 29.6. | 19:00 | Holland - Ungarn   | 28–29 |

| Hold     | Kampe | Mål   | Point |
| -------- | ----- | ----- | ----- |
| Norge    | 3     | 89-81 | 6     |
| Ungarn   | 3     | 84-79 | 4     |
| Holland  | 3     | 90-89 | 2     |
| Frankrig | 3     | 65-79 | 0     |

### Placeringskampe
Placeringskampe om 13.- til 16.-pladsen
| Dato                | Tid         | Kamp                 | Res.        |
| Semifinaler         | Semifinaler | Semifinaler          | Semifinaler |
| ------------------- | ----------- | -------------------- | ----------- |
| 1.7.                | 13:00       | Portugal - Slovakiet | 32–24       |
| 1.7.                | 15:30       | Polen - Østrig       | 24–33       |
| Kamp om 15.-pladsen |             |                      |             |
| 2.7.                | 13:00       | Slovakiet - Polen    | 23–31       |
| Kamp om 13.-pladsen |             |                      |             |
| 2.7.                | 15:30       | Portugal - Østrig    | 31–28       |

| Samlet rangering | Samlet rangering |
| ---------------- | ---------------- |
| 13.              | Portugal         |
| 14.              | Østrig           |
| 15.              | Polen            |
| 16.              | Slovakiet        |

Placeringskampe om 9.- til 12.-pladsen
| Dato                | Tid         | Kamp                | Res.        |
| Semifinaler         | Semifinaler | Semifinaler         | Semifinaler |
| ------------------- | ----------- | ------------------- | ----------- |
| 1.7.                | 18:00       | Tyskland - Spanien  | 31–27       |
| 1.7.                | 20:30       | Kroatien - Tjekkiet | 29–26       |
| Kamp om 11.-pladsen |             |                     |             |
| 2.7.                | 18:00       | Spanien - Tjekkiet  | 21–20       |
| Kamp om 9.-pladsen  |             |                     |             |
| 2.7.                | 20:30       | Tyskland - Kroatien | 25–30       |

| Samlet rangering | Samlet rangering |
| ---------------- | ---------------- |
| 9.               | Kroatien         |
| 10.              | Tyskland         |
| 11.              | Spanien          |
| 12.              | Tjekkiet         |

Placeringskampe om 5.- til 8.-pladsen
| Dato               | Tid         | Kamp                | Res.        |
| Semifinaler        | Semifinaler | Semifinaler         | Semifinaler |
| ------------------ | ----------- | ------------------- | ----------- |
| 1.7.               | 13:00       | Rumænien - Frankrig | 26–27       |
| 1.7.               | 15:30       | Holland - Sverige   | 26–30       |
| Kamp om 7.-pladsen |             |                     |             |
| 3.7.               | 10:00       | Frankrig - Sverige  | 20–18       |
| Kamp om 5.-pladsen |             |                     |             |
| 3.7.               | 12:30       | Rumænien - Holland  | 35–29       |

| Samlet rangering | Samlet rangering |
| ---------------- | ---------------- |
| 5.               | Rumænien         |
| 6.               | Holland          |
| 7.               | Frankrig         |
| 8.               | Sverige          |

### Finalekampe
| Dato        | Tid         | Kamp              | Res.        |
| Semifinaler | Semifinaler | Semifinaler       | Semifinaler |
| ----------- | ----------- | ----------------- | ----------- |
| 1.7.        | 18:00       | Rusland - Ungarn  | 24–22       |
| 1.7.        | 20:30       | Norge - Danmark   | 22–29       |
| Bronzekamp  |             |                   |             |
| 3.7.        | 15:00       | Ungarn - Norge    | 16–28       |
| Finale      |             |                   |             |
| 3.7.        | 17:30       | Rusland - Danmark | 24–23       |

| Samlet rangering | Samlet rangering |
| ---------------- | ---------------- |
| 1.               | Rusland          |
| 2.               | Danmark          |
| 3.               | Norge            |
| 4.               | Ungarn           |

### Medaljevindere
| Guld | Sølv | Bronze |
| --- | --- | --- |
| Rusland | Danmark | Norge |
| Viktoria Samarskaja Jekaterina Tjernova Regina Mysak Darija Dmitrijeva Darija Bogdanova Karina Pavlova Nelli Pankovitjenko Alena Ikhneva Olesja Tsivka Anna Vyakhireva Polina Vedekhina Alena Ameltjenko Evelina Anosjkina Dirija Denikajeva E. Matlasjova Jevgenija Petrova | Julie Kjær Larsen Louisa Mittet Freja Cohrt Kyndbøl Annika Meyer Anne Mette Hansen Nadia Offendal Amalie Wichmann Louise Egestorp Emily Baunsgaard Simone Larsen Christina Elm Lotte Jensen Sofie Blichert-Toft Nadja Jensen Sofie Olsen Line Werngreen | Maria Jektvik Aarstad Malin Larsen Aune Emilie Hegh Arntzen Hanna B. Oftedal Henriette Henriksen Marit Røsberg Jacobsen Vilde Bratland Hansen Anniken Obaidli Tonje Enkerud Andrea Austmo Pedersen Frida Bjaaland Benedicte Ingletjern Tonje Rue Barkenes Kristin Venn Jenny Grøtan Vilde Graven Stokke |

## Kvalifikation
Værtslandet Tjekkiet var direkte kvalificeret til slutrunden. Det efterlod 15 ledige pladser at spille om, og de 15 hold blev fundet ved en kvalifikationsturnering, der blev spillet i perioden 25. – 27. marts 2011. De 31 deltagende hold blev inddelt i syv grupper med fire hold og en gruppe med tre hold, der hver spillede en enkeltturnering, hvorfra de syv vindere og syv toere i fireholdsgrupperne samt vinderen af treholdsgruppen kvalificerede sig til slutrunden.

### Gruppe 1
Kampene blev spillet i Kolding, Hedensted og Fredericia, Danmark.
| Dato  | Kamp              | Res.  |
| ----- | ----------------- | ----- |
| 25.3. | Serbien - Tyrkiet | 24-28 |
| 25.3. | Danmark - Østrig  | 26-14 |
| 26.3. | Østrig - Serbien  | 20-20 |
| 26.3. | Tyrkiet - Danmark | 24-33 |
| 27.3. | Østrig - Tyrkiet  | 33-26 |
| 27.3. | Danmark - Serbien | 40-23 |

| Hold    | Kampe | Mål   | Point |
| ------- | ----- | ----- | ----- |
| Danmark | 3     | 99-61 | 6     |
| Østrig  | 3     | 67-72 | 3     |
| Tyrkiet | 3     | 78-90 | 2     |
| Serbien | 3     | 67-88 | 1     |

### Gruppe 2
Kampene blev spillet i Reykjavik, Island.
| Dato  | Kamp               | Res.  |
| ----- | ------------------ | ----- |
| 25.3. | Spanien - Schweiz  | 31-24 |
| 25.3. | Kroatien - Island  | 22-23 |
| 26.3. | Island - Spanien   | 19-27 |
| 26.3. | Schweiz - Kroatien | 24-31 |
| 27.3. | Schweiz - Island   | 26-29 |
| 27.3. | Spanien - Kroatien | 23-24 |

| Hold     | Kampe | Mål   | Point |
| -------- | ----- | ----- | ----- |
| Spanien  | 3     | 81-67 | 4     |
| Kroatien | 3     | 77-70 | 4     |
| Island   | 3     | 71-75 | 4     |
| Schweiz  | 3     | 74-91 | 0     |

### Gruppe 3
Kampene blev spillet i Mogilev, Hviderusland.
| Dato  | Kamp                     | Res.  |
| ----- | ------------------------ | ----- |
| 25.3. | Sverige - Finland        | 38-17 |
| 25.3. | Slovakiet - Hviderusland | 24-23 |
| 26.3. | Finland - Slovakiet      | 20-28 |
| 26.3. | Hviderusland - Sverige   | 14-23 |
| 27.3. | Sverige - Slovakiet      | 34-26 |
| 27.3. | Finland - Hviderusland   | 26-29 |

| Hold         | Kampe | Mål   | Point |
| ------------ | ----- | ----- | ----- |
| Sverige      | 3     | 95-57 | 6     |
| Slovakiet    | 3     | 78-77 | 4     |
| Hviderusland | 3     | 66-73 | 2     |
| Finland      | 3     | 63-95 | 0     |

### Gruppe 4
Kampene blev spillet i Gabrovo, Bulgarien.
| Dato  | Kamp                     | Res.  |
| ----- | ------------------------ | ----- |
| 25.3. | Tyskland - Aserbajdsjan  | 44-10 |
| 25.3. | Norge - Bulgarien        | 34-19 |
| 26.3. | Aserbajdsjan - Norge     | 10-63 |
| 26.3. | Bulgarien - Tyskland     | 26-27 |
| 27.3. | Bulgarien - Aserbajdsjan | 52-11 |
| 27.3. | Norge - Tyskland         | 26-24 |

| Hold         | Kampe | Mål     | Point |
| ------------ | ----- | ------- | ----- |
| Norge        | 3     | 123-530 | 6     |
| Tyskland     | 3     | 95-62   | 4     |
| Bulgarien    | 3     | 97-72   | 2     |
| Aserbajdsjan | 3     | 031-159 | 0     |

### Gruppe 5
Kampene blev spillet i Goleniów, Polen.
| Dato  | Kamp                 | Res.  |
| ----- | -------------------- | ----- |
| 25.3. | Litauen - Grækenland | 28-28 |
| 25.3. | Ungarn - Polen       | 22-19 |
| 26.3. | Grækenland - Ungarn  | 06-37 |
| 26.3. | Polen – Litauen      | 30-24 |
| 27.3. | Ungarn – Litauen     | 34-23 |
| 27.3. | Polen – Grækenland   | 33-24 |

| Hold       | Kampe | Mål   | Point |
| ---------- | ----- | ----- | ----- |
| Ungarn     | 3     | 93-48 | 6     |
| Polen      | 3     | 82-70 | 4     |
| Litauen    | 3     | 75-92 | 2     |
| Grækenland | 3     | 58-98 | 0     |

### Gruppe 6
Kampene blev spillet i Iaşi, Rumænien.
| Dato  | Kamp                | Res.  |
| ----- | ------------------- | ----- |
| 25.3. | Rumænien - Israel   | 41-10 |
| 25.3. | Holland - Armenien  | 54-90 |
| 26.3. | Armenien – Rumænien | 13-57 |
| 26.3. | Israel – Holland    | 18-44 |
| 27.3. | Armenien – Israel   | 07-26 |
| 27.3. | Holland – Rumænien  | 21-27 |

| Hold     | Kampe | Mål     | Point |
| -------- | ----- | ------- | ----- |
| Rumænien | 3     | 112-550 | 6     |
| Holland  | 3     | 119-540 | 4     |
| Israel   | 3     | 54-92   | 2     |
| Armenien | 3     | 029-137 | 0     |

### Gruppe 7
Kampene blev spillet i Alcanena, Portugal.
| Dato  | Kamp                    | Res.  |
| ----- | ----------------------- | ----- |
| 25.3. | Makedonien - Portugal   | 19-37 |
| 25.3. | Rusland - Montenegro    | 34-15 |
| 26.3. | Portugal - Rusland      | 23-34 |
| 26.3. | Montenegro - Makedonien | 32-23 |
| 27.3. | Rusland - Makedonien    | 44-17 |
| 27.3. | Montenegro - Portugal   | 29-31 |

| Hold       | Kampe | Mål     | Point |
| ---------- | ----- | ------- | ----- |
| Rusland    | 3     | 112-550 | 6     |
| Portugal   | 3     | 91-82   | 4     |
| Montenegro | 3     | 76-88   | 2     |
| Makedonien | 3     | 059-113 | 0     |

### Gruppe 8
Kampene blev spillet i Saint-Dié-des-Vosges, Frankrig.
| Dato  | Kamp                 | Res.  |
| ----- | -------------------- | ----- |
| 25.3. | Ukraine - Frankrig   | 20-31 |
| 26.3. | Slovenien - Ukraine  | 30-25 |
| 27.3. | Frankrig - Slovenien | 27-24 |

| Hold      | Kampe | Mål   | Point |
| --------- | ----- | ----- | ----- |
| Frankrig  | 2     | 58-44 | 4     |
| Slovenien | 2     | 54-52 | 2     |
| Ukraine   | 2     | 45-61 | 0     |